# Pupazzetti
Pupazzetti è una serie di cinque pezzi per pianoforte a quattro mani di Alfredo Casella. Composti nel 1915 e orchestrati proprio a ridosso della nuova fase stilistica iniziata nel 1920 (periodo soprannominato "terzo stile"), permettono di comprendere la qualità dell'influenza esercitata su Casella dall'ambiente musicale parigino. La raccolta venne inizialmente trascritta per nove strumenti, poi adattata ad uno spettacolo di pupazzi futuristi allestito a Roma al Teatro dei Piccoli e infine anche orchestrato.. I cinque pezzi sono dedicati al compositore romano Vincenzo Tommasini.
I cinque pezzi, intitolati nell'ordine Marcetta, Berceuse, Serenata, Notturnino, Polka,  sono tutti costituiti in struttura libera meno il terzo, che è in forma-sonata. La durata complessiva è di sei minuti.